# Автоцветлит
Автоцветлит — бывшее советское и украинское предприятие автомобильной промышленности, располагавшееся в городе Мелитополь. Выполняло точное литье из чугуна, стали, алюминия и магниевого сплава для автомобильной и тракторной промышленности, в первую очередь — деталей двигателя автомобилей «Запорожец» и «Таврия».
Завод был построен в 1960-70-е годы и в 1970-80-е годы был одним из крупнейших предприятий Мелитополя. В 1990-е на заводе начался кризис, завершившийся в 2010-х годах к банкротством и ликвидацией предприятия. Оборудование предприятия было вывезено, а цеха разобраны.

## История

### Строительство завода (1960-70-е)

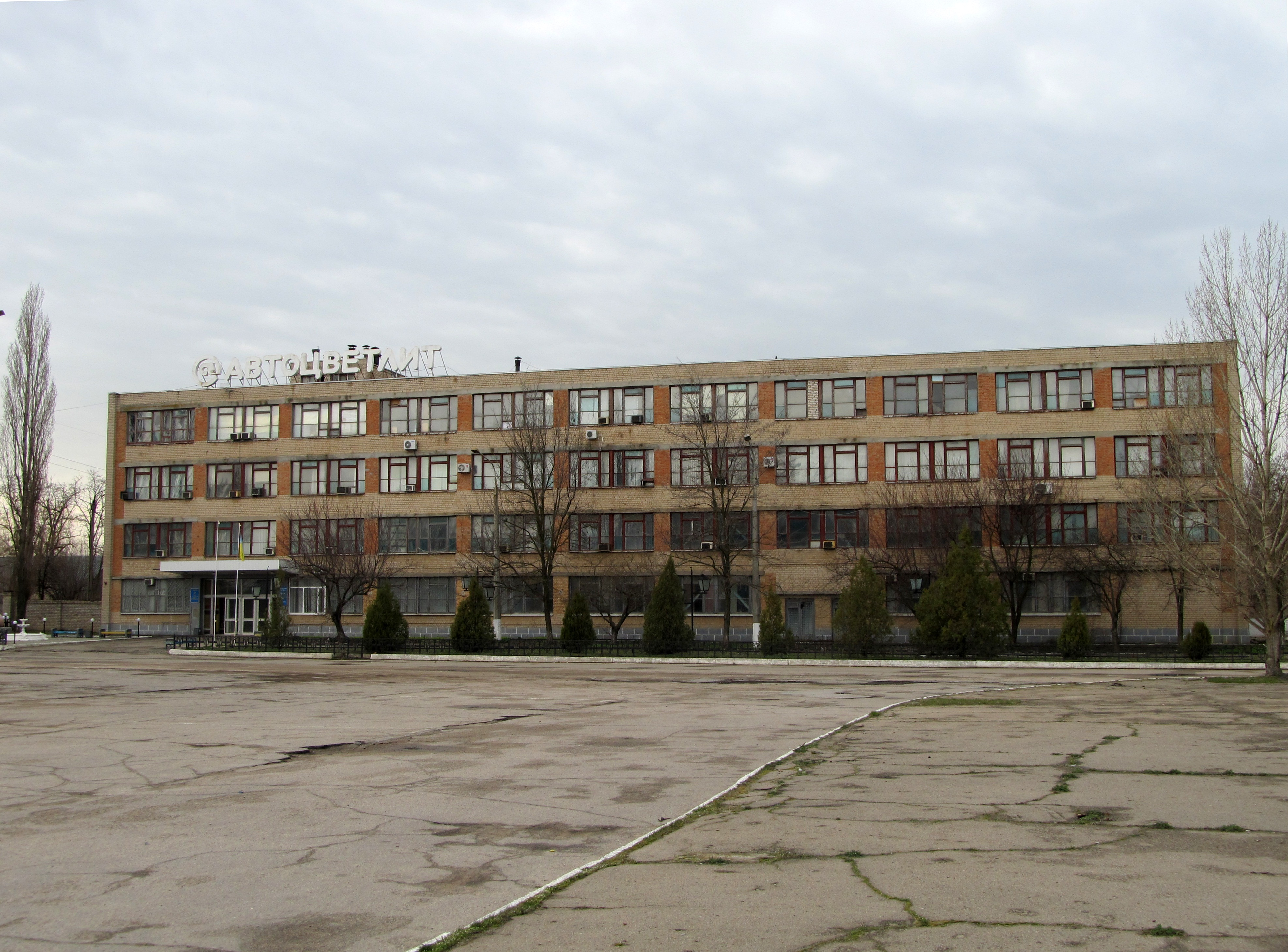
Заводоуправление на площади Тимошенко

В 1958 году Совмин СССР принял решение о переходе завода «Коммунар» в Запорожье на производство микролитражных легковых автомобилей, а Мелитопольского моторного завода им. А. Микояна — на производство двигателей для них, что потребовало строительства новой инфраструктуры.
В 1959 году у юго-западной окраины Мелитополя была выбрана площадка в 39,2 га для строительства комплекса цехов цветного литья. В 1960 году начались прокладка к будущей стройплощадке автомобильной дороге и железнодорожной ветки, в 1963 — строительство насосной и компрессорной станций, в 1964 — котельной, теплотрассы, водопровода, канализации, трассы сжатого воздуха. 27 июня 1964 года строительство комплекса цехов Мелитопольского моторного завода было выделено в отдельное предприятие — завод «Автоцветлит».
В ноябре 1964 года началось строительство цеха магниевого литья, а в 1965 году были сданы в эксплуатецию котельная и компрессорная, начат монтаж оборудования в первой очереди цеха магниевого литья. Датой начала производственной деятельности завода считается 31 января 1965 года.
В феврале 1967 года началось строительство цеха точного стального литья, а в октябре 1967 года — чугунно-литейного корпуса размером 174 на 96 метров. Чугунно-литейный корпус первоначально сооружался для моторного завода, но в 1980 был окончательно переподчинён «Автоцветлиту». В цехах установливалось высокопроизводительное современное оборудование. В чугунно-литейном корпусе были установлены импортные формовочные линии «Георг Фишер» и «Дизаматик».
В январе 1968 года начто строительство цеха алюминиевого литья, самого большого цеха завода, площадью 2 га. В 1973 году была запущена первая очередь цеха, а в 1974 — вторая.
Завод стал последним крупным предприятием Мелитополя, созданным при советской власти.

### Рассвет завода (1970-80-е)

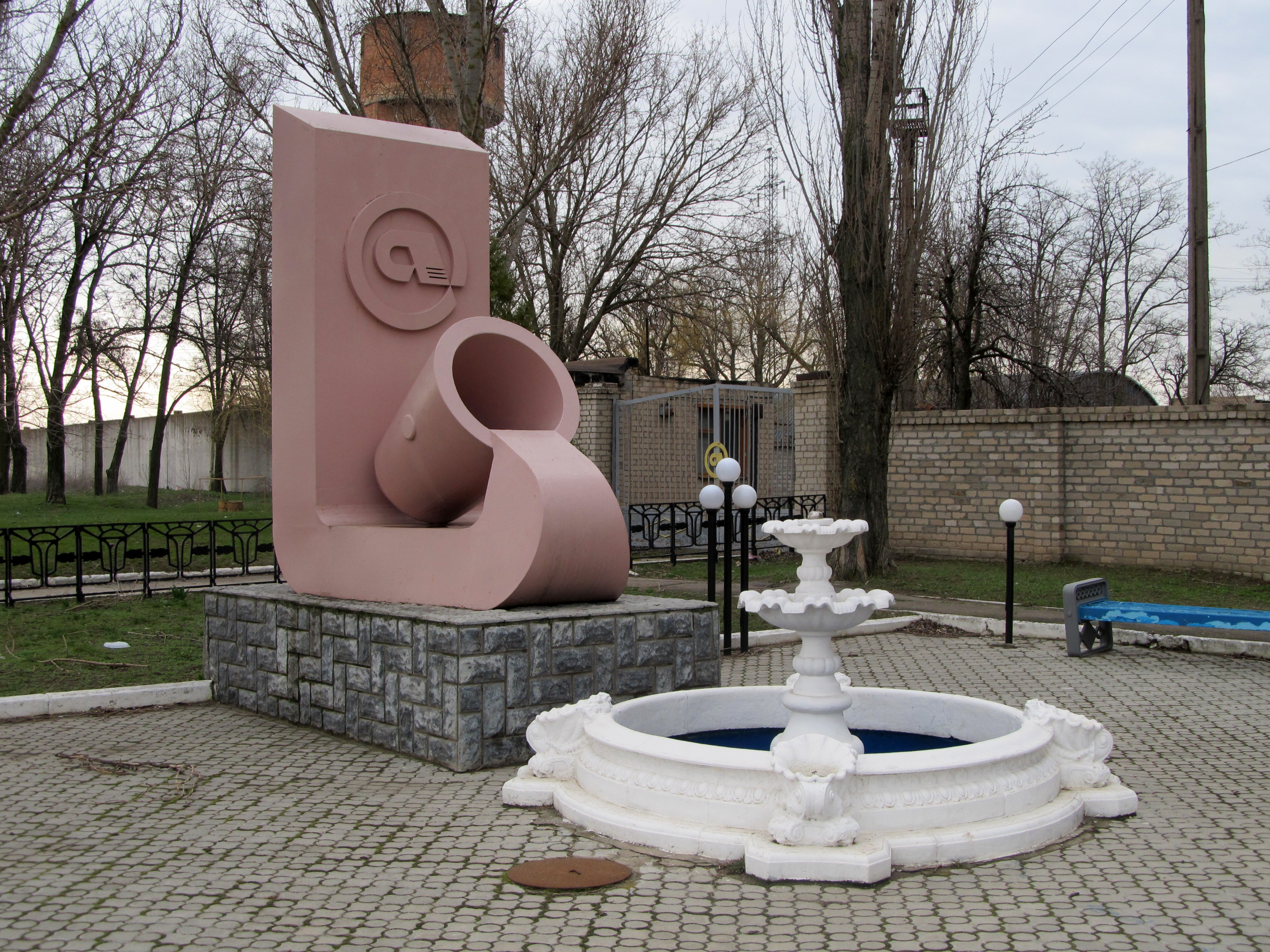
Скульптура у заводоуправления

На пике производительности завода на нём работали 4500 чел. Основная часть продукции шла на заводы МеМЗ и «Коммунар», остальное — на десятки других предприятий СССР, в том числе на ВАЗ, ЛуАЗ, КрАЗ, КамАЗ.
В 1966 году завод построил пионерлагерь «Радуга» и базу отдыха «Нептун» в Кирилловке, в 1968 — общежитие, в 1970-80-е годы были построены многоэтажные дома для работников завода. С 1988 года завод участвовал в строительстве первой в Мелитополе троллейбусной линии, которая так и не была завершена.
В разные годы заводом руководили В. В. Пипенко, С. А. Корус, Л. Красиленко, В. П. Тимошенко (теперь его именем названа площадь перед административным корпусом завода), К. Д. Шевченко, В. П. Шелестов, В. Л. Еременко.
В 1981 году заводу было присвоено имя XXVI съезда КПСС, а его коллектив был занесен в республиканскую Книгу трудовой славы ВДНХ УССР.
Планировалось расширение производства. Был вырыт котлован для строящегося цеха для литья изделий из латуни и бронзы.

### Упадок завода (1990—2000-е)
Распад СССР разрушил традиционные экономические связи завода, а поставки зарубежных автомобилей через открывшиеся границы резко уменьшили спрос на «Таврии». На предприятии начались простои, задержки зарплат, сокращение рабочей недели, увольнения. Объемы литья сократились с 42700 т (1990) до 1000 т (1997), а число сотрудников — с 4500 до 1300 человек (2004).
«Автоцветлит» искал новые рынки сбыта на Украине и в России, пытался поставлять автомобильные диски на предприятия Италии и Германии, в 2004 вместе с запорожским «Коммунаром» готовился к выпуску новой модели автомобиля, но безуспешно. В 2005 были остановлены магниевый и алюминиевый цеха, а производство было перенесено в электроцех (алюминиевое литьё для моторного завода на малых индукционных печах и ширпотреб).
В эти годы ОАО «Мелитопольский завод „Автоцветлит“» разделилось на пять самостоятельных предприятий: ООО «Литье», ООО «Кольцо», ДОЦ «Радуга», ООО «Металлургсервис», ООО «Товары народного потребления». Кроме того, выходцы с завода основали ООО «БИОЛ», выпускавшее алюминиевую посуду. В 2006 году большая часть работников «Автоцветлита» была переведена на ООО «Литье», а с осени 2008 — на ООО «Товары народного потребления», причём при таких переводах часто накапливались задолженности по зарплате. Осенью 2008 предприятие остановило работу. К январю 2009 года число сотрудников сократилась с 750 до 670 человек. Акции предприятия были выставлены на аукцион. Хотя в 2009 году предприятие и вышло на запланированные объёмы производства, прибыль за 2009 год оказалась практически равна расходам.
В начале 2012 все цехи предприятия (4 основных и 2 вспомогательных) всё ещё продолжали работу, но заказы, получаемые «Автоцветлитом» от АвтоЗАЗ, были недостаточны для обеспечения нормальной работы предприятия. Накапливались долги по зарплатам, налогам, счетам за электроэнергию. К концу 2012 года из всех дочерних предприятий «Автоцветлита» работало только ООО «Товары народного потребления», на базе чугунно-литейного и стального цехов, с коллективом 300 человек. Оборудование завода начали резать и сдавать на металлолом. В 2013 году было описано имущество ООО «Товары народного потребления», ООО «Литье» и ООО «Кольцо». Была запущена процедура ликвидации предприятия, имущество выставлено на аукцион. К 2018 году оборудование завода было демонтировано, большинство корпусов разобраны до фундамента, остались только здание блока вспомогательных цехов и заводоуправление.
После этого территория предприятия ещё продолжала подвергаться стихийному разграблению, а остатки зданий привлекали сталкеров.

### Современность
В 2021 году на территории завода началась стройка нового асфальтобетонного завода оддесской компанией «Автомагистраль-Юг», реализующей ремонт отрезка трассы М-14 Одесса-Мелитополь-Новоазовск в рамках президентского проекта «Велике будівництво». По неофициальной информации, планируется, что асфальтобетонный завод проработает только 1,5-2 года.